# Tomáš Poznar
Tomáš Poznar (ur. 27 września 1988 w Gottwaldovie) – czeski piłkarz występujący na pozycji napastnika w reprezentacji Czech.
Wychowanek i wieloletni zawodnik Fastavu Zlín. W seniorskiej karierze grał w FC Vítkovicach, Spartaku Trnawa, Viktorii Pilzno i Baníku Ostrawa.

## Sukcesy

### Indywidualne
- Król strzelców Fortuna Narodniej ligi: 2014/2015 (13 goli)